# 法爾漢·法爾漢
法爾漢·法爾漢（英語：Farhan Farhan；1996年10月24日—）他是巴林游泳運動員。他代表巴林參加2016年夏季奧林匹克運動會男子50公尺自由式項目。他也為開幕典禮巴林入場的掌旗官。